# ژانگ بانگشین
ژانگ بانگشین (انگلیسی: Zhang Bangxin؛ زادهٔ ۱۹۸۱ (۴۳–۴۴ سال)) کارآفرین اهل چین است، که در سال ۲۰۰۳ شرکت تال اجوکیشن را تأسیس کرد.